# Josef Kaiml
Josef Kaiml (Lidice, 17 settembre 1926 – 20 aprile 1991) è stato un calciatore cecoslovacco, di ruolo centrocampista.

## Carriera
Giocò in Serie A con la Triestina.